# Copris integer
Copris integer är en skalbaggsart som beskrevs av Reiche 1847. Copris integer ingår i släktet Copris och familjen bladhorningar. Inga underarter finns listade i Catalogue of Life.